# Mouvement de 2006 contre la réforme de la loi sur l'immigration aux États-Unis

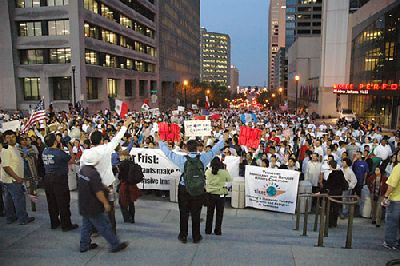
Des milliers de participants à une manifestation pour les droits des immigrés, à Nashville, le 29 mars 2006.

En 2006, des millions de personnes ont participé à des manifestations contre une réforme des lois américaines sur l'immigration. Ces manifestations ont commencé en réaction au projet de loi H.R. 4437, qui durcirait les peines pour les étrangers en situation irrégulière en transformant en crimes  l'immigration illégale et l'aide à l'immigration illégale. Beaucoup d'opposants à cette réforme, au cœur du débat américain sur l'immigration, souhaitent par ces manifestations non seulement une révision de cette loi, mais également une régularisation des étrangers arrivés illégalement sur le sol américain et un assouplissement de la part des services d'immigration.
Le plus grand rassemblement a eu lieu de 10 avril 2006, dans 102 villes. Dans certaines villes, ces manifestations ont été les plus importantes depuis de nombreuses années, comme à Dallas (500 000 personnes), Chicago (100 000 personnes), Atlanta (60 000 personnes), Salt Lake City (40 000), Seattle (30 000) ou encore Madison (25 000). La plupart des manifestations étaient pacifiques et ont fait l'objet de nombreux sujets dans les médias.